# Podzemna željeznica München
Podzemna željeznica München (na njemačkom jeziku „U-Bahn München“) sustav je podzemnog javnog prijevoza u njemačkom gradu Münchenu. Dnevno prevozi oko 990.000 putnika.
Osim ovog sustava postoji i prigradska željeznica koja prometuje u cijelom minhenskom okrugu (München S-Bahn), a njen dio koji ide kroz grad također prolazi pod zemljom.

## Povijest
Planovi za izgradnju podzemne željeznice u Münchenu sežu dosta daleko u prošlost. Krajem 1930-ih nacistička vlada započela je izgradnju, koja je bila prekinuta 1941. zbog Drugog svjetskog rata.
Nakon ratnih razaranja započela je obnova grada. U planu je bilo da se neke tramvajske linije izgrade pod zemljom, ali 1964. godine donijeta je odluka da se izgradi „pravi“ metro sustav. Radovi su započeli 1. veljače 1965. Budući da je München 1966. godine dobio domaćinstvo Olimpijskih igara za 1972. godinu, radovi su ubrzani. Prva linija otvorena je 19. listopada 1971. godine. Kasnije su se otvarale i druge linije kako bi koja bila dovršena, a proces je trajao do 1980.

## Osnovne informacije
Sustav ukupno ima 103,1 km tračnica na kojima prometuje 6 linija na 100 postaja. Svaka od njih označena je brojevima i različitim bojama: Linija U1-zelena, Linija U2-crvena, Linija U3-narančasta, Linija U4-svijetloplava, Linija U5-smeđa, te Linija U6-tamnoplava. Prijevozom upravlja tvrtka MVG.

## Budućnost
U budućnosti se planiraju proširiti ili modernizirati gotovo sve linije.

## Vanjske poveznice
- Münchenski U-Bahn - vrlo informativna stranica o münhenskoj podzemnoj željeznici